# محمدتقی صدقیانی
محمدتقی صدقیانی (۱۳۰۲-۱۳۶۲) مترجم ایرانی است.
 او برای ترجمه کتاب شیوه‌های نقد ادبی برگزیدهٔ ششمین دورهٔ کتاب سال ایران شد.